# (9500) Camelot
(9500) Camelot, désignation internationale (9500) Camelot, est un astéroïde de la ceinture principale.

## Description
(9500) Camelot est un astéroïde de la ceinture principale. Il fut découvert par Cornelis Johannes van Houten, Ingrid van Houten-Groeneveld et Tom Gehrels le 29 septembre 1973 à l'observatoire Palomar. Il présente une orbite caractérisée par un demi-grand axe de 2,596 UA, une excentricité de 0,165 et une inclinaison de 12,74° par rapport à l'écliptique.
Il fut nommé en hommage au site géographique de Camelot, emplacement du château du Roi Arthur, personnage de la légende arthurienne.

## Compléments